# نظامی سرکش (فیلم)
نظامی سرکش (به انگلیسی: Rogue Trooper) یک فیلم انیمیشن بریتانیایی در سبک علمی تخیلی و اکشن آماده اکران به کارگردانی، نویسندگی و تهیه کنندگی مشترک دانکن جونز است. این فیلم بر اساس کمیک استریپی به همین نام توسط جری فینلی دی و دیو گیبونز ساخته شده‌است. آنورین برنارد، هایلی اتول، جک لودن، داریل مک کورمک و ریس شیراسمیت در این فیلم به ایفای نقش پرداخته‌اند.